# Ajtóba tett láb technikája
Az ajtóba tett láb technikája különösen hatékony trükk, amely kihasználja az emberek azon hajlamát, hogy saját viselkedésükről, mint annak "névértékéről" gondolkodjanak. 
Ez a technika a társas befolyásolás egyik eszköze, melyet leginkább, ahogy a neve is mutatja, a házaló ügynök tevékenységével lehet illusztrálni: a házaló ügynök a szó szoros értelmében az ügyfél lakásának ajtajába helyezik a lábukat. Ez azt jelenti, hogy az embereket olyan cselekedet végrehajtására kell rávenni, amely apró, és a kívánt céllal konzisztens, azaz olyan tettre, mely utat nyit további kéréseknek.

## Kísérletek
J. Freedman és S. Fraser (1966) vizsgálatuk során, amellyel a technika hatékonyságát igyekeztek bebizonyítani, kaliforniai háziasszonyokat kértek meg arra, hogy írjanak alá egy petíciót, amely az autóvezetés biztonságosságáról szólt. Ennek a kérésnek majdnem mindenki eleget tett. 
Körülbelül két hét után ismét felkeresték az általuk előzőleg már megkeresett asszonyokat, valamint olyanokat is, akikkel azelőtt még nem kerültek kapcsolatba. Ezúttal egy komolyabb kéréssel fordultak hozzájuk: megengednék-e, hogy egy hatalmas, és meglehetősen csúnya "Vezessen biztonságosan!" táblát helyezzenek ki a kertjükbe? 
A kísérlet eredménye szerint egyetértés mértéke abban a csoportban, ahol előzőleg már történt megkeresés, háromszor akkora volt, mint azok körében, akikhez nem fordultak előzetes kéréssel.

## Működési elve
Az ajtóba tett láb technikája annak köszönheti sikerességét, hogy a korábbi viselkedés önészlelési folyamatokat eredményez, így ezek alapján a cselekedettel konzisztens attitűdre következtetnek. Ez az új attitűd teszi valószínűbbé a másodlagos kérésbe való beleegyezést, azonban csak bizonyos körülmények között.

### 1. Az előzetes kérésnek jelentősnek kell lennie
A bevezető kérésnek elég jelentősnek kell lennie ahhoz, hogy az ember úgy érezze, ezzel egy bizonyos ügyet támogat. A technikát végző személyek gyakran azzal a trükkel is élnek, hogy levonják a következtetéseket a célszemély helyett. Ha például jótékonysági célra szeretnék rávenni a személyt, olyanokat mondanak, hogy "Úgy látom, Ön olyan ember, aki szívesen adakozik a rászorulóknak." Azok az adományozók, akiknek ilyen közléseket tettek, nagyobb valószínűséggel adakoztak egy második alkalommal is (Kraut, 1973).
Egy petíció aláírásakor ugyanakkor célszerűbb, ha pusztán az érdeklődést fejezzük ki; egy nyomtatvány megrendelése hatásosabb lehet, mint egy termék kipróbálása.
Természetesen, a bevezető kérések nem lehetnek túl nagyok sem, mivel ekkor az emberek könnyen visszautasíthatják azt. Amennyiben az emberek a visszautasításukat annak bizonyítékaként fogják fel, hogy ellenzik az ügyet, ezzel előkészítik a terepet a további visszautasításra is (DeJong, 1979).

### 2. Az előzetes kérés teljesítésének önkéntesnek kell lennie
Az emberek hajlamosak viselkedésüket külső, környezeti tényezők által meghatározottnak tekinteni, e tendencia pedig rontja az önészlelési folyamatok hatékonyságát. 
Csak akkor érezzük szükségét egy, a cselekvéssel konzisztens attitűd kialakításának, ha az előzetes választás a sajátunknak tűnik, nem a jutalomnak tulajdonítható. Bár hozzászoktunk ahhoz a gondolkodásmódhoz, hogy örülünk, ha megjutalmaznak bennünket, mégis, a külső jutalomért végrehajtott cselekvés gyakran nem válik belső preferenciává. Ha például csak azért megyünk el egy misére, és adományozunk, mert szüleink erre "kényszerítenek" bennünket, aligha fogunk később is adományozni, mivel nem érezzük azt, hogy attitűdjeink megfelelnek cselekedeteinknek.